# Lignes de Schreger

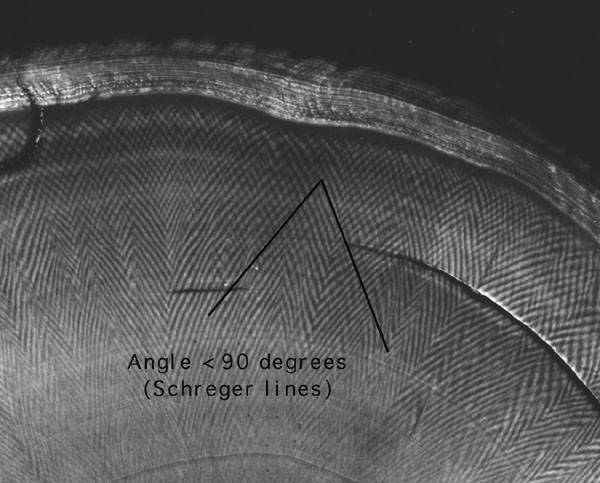
Lignes de Schreger dans de l'ivoire de mammouth.

Les lignes de Schreger sont des artefacts visuels visibles dans les coupes transversales d'ivoire. Les lignes de Schreger peuvent être divisées en deux catégories. Les lignes facilement visibles à l’œil nu sont les lignes externes. Les lignes plus difficilement perceptibles autour du nerf de la défense sont les lignes internes. Les intersections des lignes de Schreger forment des angles, qui apparaissent sous deux formes : des angles concaves et des angles convexes. Les angles concaves ont des côtés légèrement concaves et ouverts vers la partie interne de la défense. Les angles convexes ont des côtés ouverts vers la partie externes de la défense. Les angles de Schreger externes concaves comme convexes, sont aigus chez les proboscidea éteints, et obtus chez les proboscidea existant.